# Ноздрёв
Ноздрёв — персонаж поэмы Н. В. Гоголя «Мёртвые души»; помещик, с которым Павел Иванович Чичиков ведёт торги по поводу скупки душ умерших крепостных крестьян. К образу Ноздрёва обращались художники Александр Агин, Пётр Боклевский, Владимир Маковский, и другие. В экранизациях роль помещика играли — Павел Луспекаев, Виталий Шаповалов, Александр Абдулов и другие актёры.

## Характеристика персонажа
Внешность Ноздрёва описывается как человека крепкого телосложения, с широкими плечами и запоминаящимя лицом с блеском в глазах и хорошо развитой растительностью.
Был женат, овдовел, имеет детей, которыми не занимается и не интересуется.
Характер Ноздрёва соответствует стереотипу жизнерадостного, но отнюдь не доброго китчевого и бурлескного помещика-гуляки и забияки. Проживает в постоянном поиске развлечений, шумном пьянстве, показушном хвастовстве, карточных играх и долгах. Считает себя знатоком и хорошим заводчиком лошадей и охотничьих собак. Он просто находка для шулеров и торговцев контрафактными спиртными напитками, поддельными негодными вещами и беспородными больными животными под видом породистых. Пытается сам быть шулером, на чём его быстро разоблачает Чичиков.
Легко сходится с людьми, но из-за своего дурного характера так же быстро с ними ссорится, наживает врагов и часто бывает бит, от чего благодаря отменному здоровью вкупе с маниакальной живостью характера быстро оправляется. На момент знакомства с Чичиковым находится под судом за нанесение побоев розгами в пьяном виде. По замечанию Чичикова, несмотря на славу пьяницы и драчуна у себя дома Ноздрёв пьёт мало, давая больше напиться гостям и сам с кулаками не лезет, а доверят это лихое дело своим подручным крепостным.
Чуть не сорвал покупку Чичиковым мёртвых душ у других помещиков. Плохая репутация Ноздрёва не вызвала доверия к его словам о незаконности этой махинации, так что Чичиков смог спокойно уехать из города со своими купчими.